# کوهلبرگ (اشتایرمارک)
کوهلبرگ (به آلمانی: Kohlberg) یک منطقهٔ مسکونی در اتریش است که در زودوست‌اشتایرمارک واقع شده‌است. کوهلبرگ ۷٫۸۸ کیلومتر مربع مساحت دارد ۲۹۶ متر بالاتر از سطح دریا واقع شده‌است.